# Sumgayit FK
El Sumgayit FK (en azerí: Sumqayıt Futbol Klubu) es un club de fútbol de Azerbaiyán, con sede en Sumgayit. Fue fundado en 2010 y desde 2011 participa en Liga Premier de Azerbaiyán.

## Historia
El club fue fundado en 2010 como Sumgayit FK.  En mayo de 2011, el equipo consiguió su ascenso a la Liga Premier después de conseguir el comodín en lugar del desaparecido Absheron. La mayor parte de su plantilla se basa en jugadores U-19 y U- 17.
En la temporada 2012/13, el Sumgayit evitó el descenso a la Birinci Divizionu, terminando en el 10º lugar en la Liga Premier.

## Estadio
El Sumgayit FK juega de local en el Mehdi Huseynzade Stadium, ubicado en la ciudad de Sumgayit. Fue construido en 1966 y cuenta con una capacidad de 15 350 espectadores.

## Equipos afiliados
- Tractor Sazi (2019-)[1]

## Récord europeo
| Temporada | Torneo                   | Ronda         | Club      | Casa | Visita | Global |
| --------- | ------------------------ | ------------- | --------- | ---- | ------ | ------ |
| 2020-21   | UEFA Europa League       | Primera ronda | Shkëndija | 0–2  | –      | 0–2    |
| 2021-22   | Europa Conference League | Segunda ronda | Čukarički | 0–2  | 0–0    | 0–2    |
| 2024-25   | Europa Conference League | Segunda ronda | Fehérvár  | 1–2  | 0–0    | 1–2    |

## Entrenadores
- Bernhard Raab (2011-2013)[2]
- Agil Mammadov (2013-2015)[3]
- Samir Abbasov (2015-2018)[4]
- Nazim Suleymanov (2018)[5]
- Akhan Abbasov (2018-2021)[6]
- Aleksey Baha (2021-2022)[7]
- Samir Abbasov (2022-2025)[8]
- Saša Ilić (2025-)[9]

## Galería

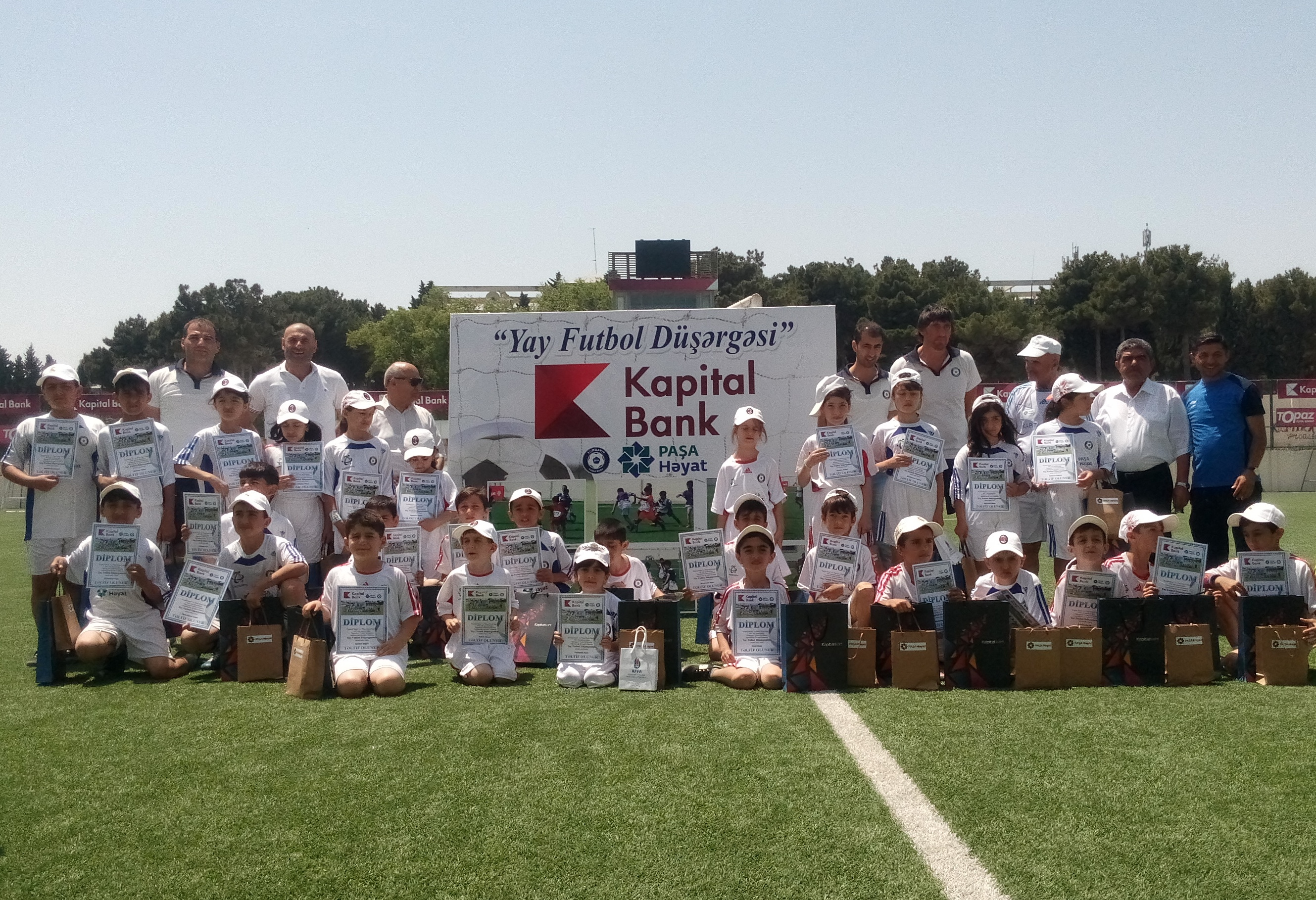
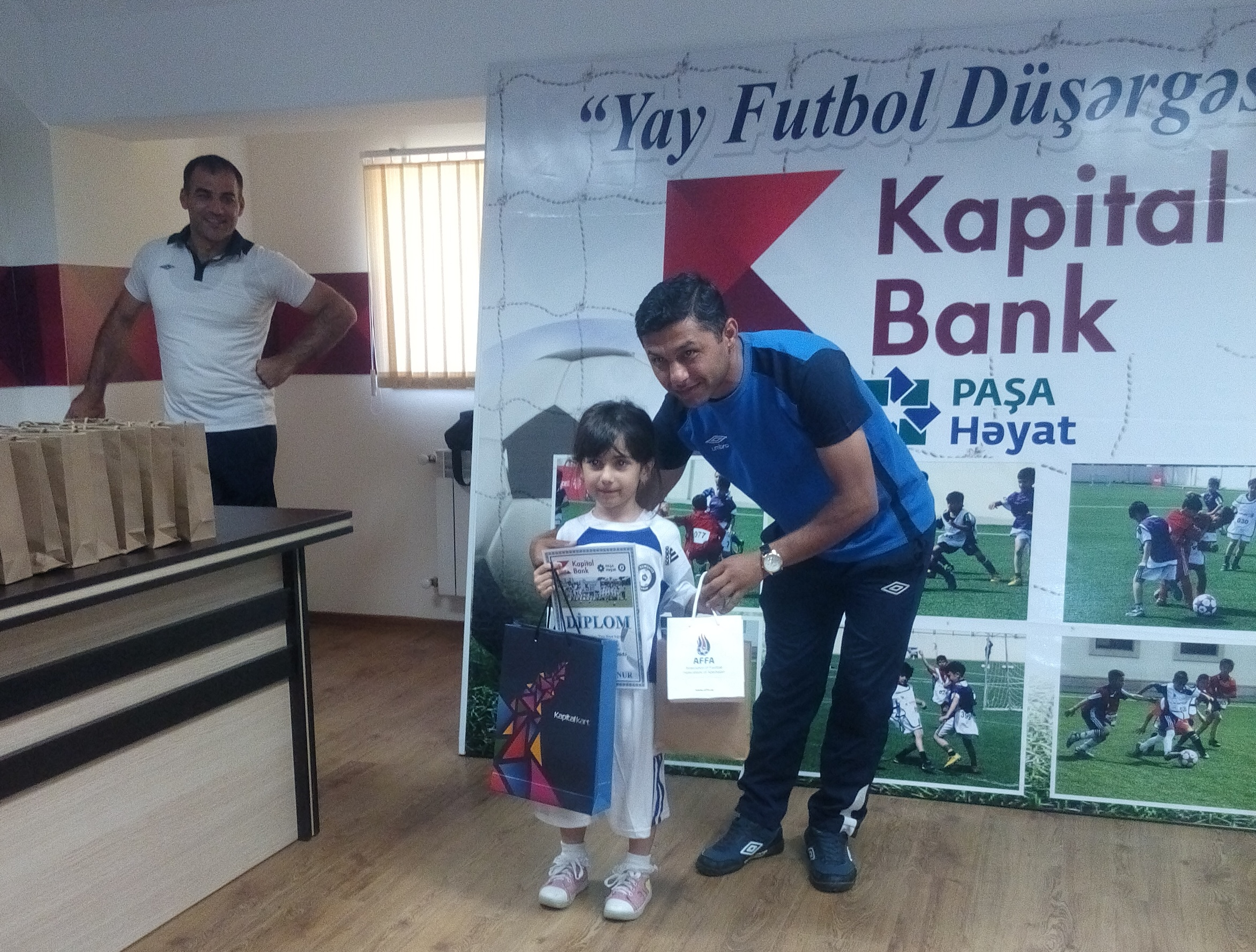